# Metall de Britània
El metall de Britània és un aliatge format per, aproximadament, un 90 % d'estany, Sn, i un 10 % d'antimoni, Sb. Fou produït per primera vegada el 1769-70. És un metall blanc de laminació, fusió i emmotllament fàcils, i susceptible de ser reduït a filament. Una aplicació molt coneguda d'aquest aliatge és l'ús que se'n fa per fabricar les estàtues dels premis Oscar de l'Acadèmia Nord-americana de cinema. L'exterior es recobreix d'una capa d'or.